# Nanclares de Gamboa
Nanclares de Gamboa (oficialmente Nanclares de Gamboa/Langara Ganboa) es una localidad del municipio de Arrazua-Ubarrundia, en la provincia de Álava. 

## Despoblados
Forma parte de la localidad el despoblado de:
- Moyo[1]

Forman parte de la localidad una fracción de los despoblados de:
- Arguillana[2]
- Arina[2]

## Historia
Hacia mediados del siglo XIX, el lugar, por entonces perteneciente a Gamboa, tenía contabilizada una población de 182 habitantes. Aparece descrito en el duodécimo volumen del Diccionario geográfico-estadístico-histórico de España y sus posesiones de Ultramar de Pascual Madoz con las siguientes palabras:

NANCLARES DE GAMBOA: l. del ayunt. de Gamboa en la prov. de Alava (á Vitoria 2 1/2 leg.), part. jud. de Salvatierra (3), aud. terr. de Búrgos (18), c. g. de las Provincias Vascongadas, dióc. de Calahorra (16). sit. en en el pie de la altura de Santa Cruz y próximo á la carretera de Francia; clima frio; le combaten todos los vientos, especialmente el N., y se padecen reumas y catarros. Tiene 34 casas, de las cuales 29 forman casco de pobl. y las 5 restantes se hallan dispersas; hay escuela de primera educacion para ambos sexos, dotada con 32 fan. de trigo y casa franca; igl. parr. dedicada á San Estéban, servida por dos beneficiados perpetuos, uno de los cuales con titulo de cura y ambos de presentacion del cabildo, y por un sacristan que desempeña el magisterio de primera educacion; existen dos ermitas, una dentro y otra fuera del l.; y para surtido del vecindario dos fuentes de buenas aguas; El térm. que se estiende de N. á S. 1 1/2 leg. y de E. á O. 3/4, confina N. Salinas de Leniz; E. Zuazo; S. Azua y Ullibarri-Arrazua, y O. Arroyave y Mendizabal, y comprende dentro de su circunferencia algunos arbolados de robles, una deh. de pasto y diferentes prados. El terreno participa de monte y llano, y le atraviesa el r. Zadorra. Los caminos son locales, en mal estado. La correspondencia se recibe en Vitoria por los mismos interesados. prod.: trigo, maiz, cebada, avena, yeros, mijo y patatas; cria de ganado lanar, cabrío, vacuno y caballar; caza de perdices, codornices, liebres, palomas, tordas, zorros y linces; pesca de anguilas, truchas y barbos. ind. y comercio: algunos se dedican á serrar tablas y al carboneo, y hay una taberna que sirve de posada por ser edificio nuevo y bastante cómodo. pobl.: 24 vec., 182 alm. riqueza y contr.: con su ayunt. (V.) En el térm. conc. de este l. y el de Mendizabal, llamado Arguillana, se encuentra el cas. de Sardin con 4 vec. dedicados á la labranza.
(Madoz, 1849, pp. 24-25)

El 10 de mayo de 1957, a raíz de la construcción del embalse de Ullíbarri-Gamboa, pasó a formar parte del municipio de Arrazua-Ubarrundia. En 2022, la entidad singular de población tenía empadronados dieciocho habitantes y el núcleo de población, doce.

## Demografía
| Gráfica de evolución demográfica de Nanclares de Gamboa entre 2000 y 2017 |
|                                                                           |
| Población de derecho según los censos de población del INE.               |